# Свешников, Александр Николаевич
Александр Николаевич Свешников (16 (28) декабря 1887 — 24 декабря 1918 (6 января 1919)) — штабс-капитан Российской императорской армии, участник Первой мировой и Гражданской войн. В 1918 году вступил в Славяно-Британский авиационный легион и получил звание лейтенанта Британской армии. Кавалер ордена Святого Георгия 4-й степени и трёх Георгиевских крестов (2-й, 3-й и 4-й степеней).

## Биография
Александр Николаевич Свешников родился 16 декабря 1887 года в Киеве в семье купца 2-й гильдии. По вероисповеданию был православным. Образование получил в Киевской частной гимназии Т. А. Вальнера. Поступил в Парижский университет, который окончил в 1912 году. За свой счёт обучался полётам на самолётах разных систем во Франции в школе Вандома (1912) и в Севастопольской авиационной школе (1913—1914). Вернувшись из Парижа в Киев в конце 1912 года, организовал собственную авиамастерскую, где собрал из привезённых из Франции частей свой самолёт. В дальнейшем собрал ещё три самолёта своей конструкции.
1 октября 1914 года поступил на службу в Российскую императорскую армию охотником (добровольцем) на правах вольноопределяющегося 1-го разряда, определён в 3-ю авиационную роту. Принимал участие в Первой мировой войне. 21 декабря 1914 года был переведён в 7-й корпусной авиационный отряд. 8 апреля 1915 получил звание ефрейтора, 10 апреля «за воздушные разведки и фотографирование неприятельских позиций» получил звание младшего унтер-офицера.
Приказом по армиям Юго-Западного фронта от 17 июня 1915 года «за боевые отличия» Свешников был произведён в прапорщики (производство утверждено Высочайшим приказом от 25 апреля 1916 года). 5 октября 1915 года получил звание военного лётчика, а 15 июня 1916 года был произведён в подпоручики. С 31 июля по 9 ноября 1916 года был заведывающим фотографией отряда, а с 8 по 14 октября того же года был временно заведующим технической частью отряда. 9 ноября 1916 года Свешников был командирован во Францию. 28 апреля 1917 года был произведён в поручики. 31 апреля того же года был назначен командующим 7-м авиационным корпусным отрядом. 9 сентября 1917 года в бою близ Познанки сбил двухместный самолёт противника, за что был удостоен ордена Святого Георгия 4-й степени. В том же месяце был произведён в штабс-капитаны.
После Октябрьской революции вместе со своим отрядом был эвакуирован в Киев, а затем в Саратов. В качестве авиационного специалиста был взят на учёт советской властью. В июне 1918 года с группой авиаторов во главе с А. А. Козаковым уехал на север России, где вступил в Славяно-Британский авиационный корпус. 15 августа стал военным лётчиком 1-го Славяно-Британского авиационного отряда, где получил звание лейтенанта Королевских воздушных сил Великобритании. Участвовал в делах близ станции Обозерская, в районе Сельца и Сийского монастыря.
Совершая 24 декабря 1918 года разведывательный полёт близ станции Обозерская, из-за возгорания двигателя совершил аварийную посадку в лесу, в результате чего был придавлен обломками самолёта. Умер от травм (переломы обеих ног) и переохлаждения, не дождавшись помощи.

## Награды
Александр Николаевич Свешников был пожалован следующими наградами:
- орден Святого Георгия 4-й степени (приказ по 11-й армии № 676 от 25 сентября 1917 года)
— «за то, что 9-го сентября 1917 г. вылетев на воздушную охрану фронта армии, обнаружил истребитель противника, летевший в районе м. Тарноруда и, оценив обстановку, атаковал его; противник, заметив нападение, обладая более превосходным вооружением (2 пулемета) и имея более мощный аппарат, принял бой и в свою очередь несколько раз атаковал наш „Ньюпор“, но поручик Свешников, несмотря на пулеметный огонь противника, своими решительными и искусными действиями своевременно парировал намерения врага, а затем, обратив его даже в бегство, и преследуя, заставил стремительно опустится с высоты 4100 до 100 метров; подтвержденный неприятельский самолет упал в полосе нашего распоряжения и доставлен в авиационную группу»;
- орден Святого Владимира 4-й степени с мечами и бантом (Высочайший приказ от 11 декабря 1916 года)
— «за воздушные разведки с 1 по 7 октября 1915 г., произведенные при исключительно трудных обстоятельствах»;
- орден Святой Анны 3-й степени с мечами и бантом (приказ по армии и флоту от 4 марта 1917 года);
- орден Святого Станислава 3-й степени с мечами и бантом (Высочайший приказ от 3 февраля 1917 года);
- Георгиевский крест 2-й степени № 11423 (приказ по 7-му армейскому корпусу № 178 от 14 июня 1915 года)
— «за то, что 22 мая 1915 года, увидев неприятельский вражеский аэроплан, приближавшийся к аэродрому, тот час же вылетев навстречу, сблизился под огнём противника до 80 метров, удачными маневрами и стрельбой из маузера заставил неприятельский аэроплан обратится в бегство и преследовал его до своих позиций»;
- Георгиевский крест 3-й степени № 15301 (приказ по 7-му армейскому корпусу № 132 от 12 мая 1915 года)
— «за воздушные разведки 7, 10, 17, 22 и 24 апреля сего года с явной личной опасностью для жизни от огня неприятеля, фотографирование неприятельского расположения и доставление важных сведений о расположении неприятельских батарей, а также за метание бомб с аэроплана»;
- Георгиевский крест 4-й степени № 68747 (приказ по 7-му армейскому корпусу № 97 от 30 апреля 1915 года)
— «за воздушную разведку неприятеля при крайне неблагоприятных атмосферных условиях 8 и 10 марта и 6 апреля сего года и производство при этом фотографических снимкомв неприятельского расположения с явной личной опасностью для жизни»;
- Георгиевская медаль 4-й степени.